# 肺 (五臓)

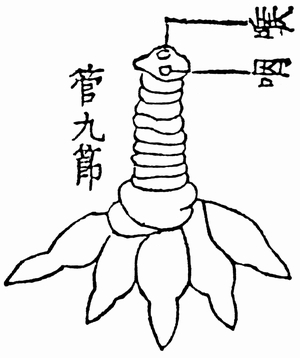
『和漢三才図会』より「肺」

肺（はい）は、東洋医学における五臓のひとつである。

## 肺のカタチ
肺は、東洋医学においても「呼吸」を司る臓器で、脾が食物を消化して作った営気と肺が呼吸によって取り入れた宗気（衛気）を合わせ、気血として全身に配分するとされており、現代医学の肺とほぼ同じものである。しかし、古典の記述や、和漢三才図会の挿絵などを見ると、喉から肺に通じる管（気管）は9つの節があり、肺はコスモスを伏せたカタチ、またはさつまいもやダリアの芋を掘り出したような格好で8葉に分かれ、重さは3斤3両=510匁（約1．9キログラム）あるとされている。現代医学における肺は5葉からなっているが、東洋医学における肺は五行の金に属し、金の数は9、生数は4なので、気管の節を9、肺葉を4が左右2対で8葉としたものである。
合理性・科学性を重んずる現代社会から見ると、いかにもいい加減なこじつけのように見えるが、東洋醫學は自然科学とはまったく違った価値観によって成り立っており、古典を遵守して施術・投薬するとうまくゆくが、疑ってやっているとなかなか技術が進歩しないものである。
肺は皮毛を司るとされ、肺が充実していると色白でもち肌の美人になるが、肺に問題があると顔色は青白く、肌がかさかさして毛が抜けやすくなるという。また、肺が充実していないと、悲しみやすく心配性になる。肺は「魄」を宿すが、いかにも「落魄した」状態になる。